# Musica (Album)
Musica (italienisch für Musik) ist das zweite Solo-Album des italienischen Sängers Giovanni Zarrella. Es erreichte Platz 90 der deutschen Media-Control-Albumcharts.

## Hintergrund
Vor der Album-Veröffentlichung wurde am 17. Oktober 2008 die Single Wundervoll ausgekoppelt, das als Titellied der Celebrity-Doku Jana Ina & Giovanni – Wir sind schwanger verwendet wurde. Das Lied ist eine Hommage an Giovanni Zarrellas Ehefrau Jana Ina. Die deutsch-italienische Ballade platzierte sich auf Platz 9 der deutschen Single-Charts. Das Musik-Video wurde in den Cube-Studios in Hamburg gedreht. In dem Video spielt Zarrella einen Fotografen, der verschiedene Menschen vor seiner Kamera hat, die alle „wundervoll“ sind. Neben Zarrella sind auch sein Vater Bruno und sein Bruder Stefano im Video zu sehen.
Das Album Musica, welches von Alexander Geringas produziert wurde, wurde am 1. November 2008 fertiggestellt und am 21. November 2008 veröffentlicht. Eine Coverversion des Liedes Piccola e Fragile von Drupi ist in zwei Versionen auf dem Album vorhanden. Da es der Lieblingssong seiner Eltern gewesen ist, nahm Zarrella es zusätzlich mit seinem Vater als Duett auf.
Groß wie noch nie, das erst in letzter Sekunde aufs Album kam, widmete Zarrella seinem Sohn Gabriel Bruno: „Der Song ist meinem Sohn gewidmet. Seit er da ist, fühle ich mich so groß wie nie“. Das Schönste an dir bist du ist von Melanie C, Charlie Grant und dem Def-Leppard-Produzenten Pete Woodroffe. Der Text wurde von Justin Balk komplett neu geschrieben. Sogna stammt von dem Songwriter Claudio Guidetti, der u. a. auch schon mit Eros Ramazzotti an den Liedern Il Cielo und Calma apparente arbeitete. In dem Lied Il Mondo nimmt Giovanni Zarrella den Italo-Pop auf die Schippe und reiht italienische Begriffe wie „Calamari Fritti“ und „Monica Bellucci“ aneinander.
Das Album platzierte sich auf Platz 90 und fiel nach einer Woche bereits wieder aus den Charts. Eigentlich war geplant, dass Giovanni die Lieder des Albums bei einer Clubtour im März 2009 vorstellte. Diese wurde jedoch bis auf das erste Konzert in Köln abgesagt aufgrund von Dreharbeiten zu der ProSieben-Sendung Deutschlands schrecklichste…, die Zarrella moderierte. Im Sommer 2009 trat er im Programm des REWE-Festival auf.

## Musica

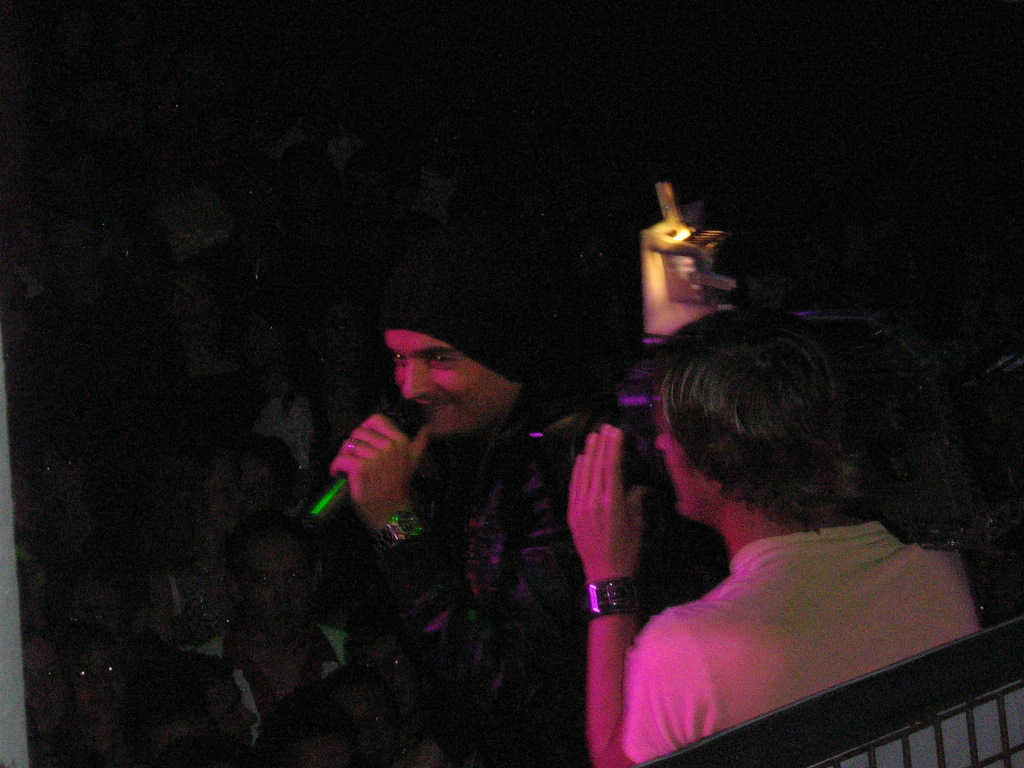
Giovanni bei seiner Live-Premiere seines Liedes Wundervoll

| #   | Title                                    |      |
| --- | ---------------------------------------- | ---- |
| 1.  | „Wundervoll - Sei Bellissima“            | 3:23 |
| 2.  | „Nur du“                                 | 2:51 |
| 3.  | „Piccola E Fragile“                      | 4:06 |
| 4.  | „Weiter zu mir“                          | 3:30 |
| 5.  | „Ohne dich“                              | 3:50 |
| 6.  | „Meine Seele“                            | 3:47 |
| 7.  | „Sogna“                                  | 3:49 |
| 8.  | „Der Welt entgegen“                      | 3:28 |
| 9.  | „Das Schönste an dir bist du“            | 3:48 |
| 10. | „Mein Herz schlägt schneller“            | 3:46 |
| 11. | „Se tu lo vuoi“                          | 3:48 |
| 12. | „Gross wie noch nie“                     | 4:09 |
| 13. | „Il Mondo“                               | 3:30 |
| 14. | „Sei Bellissima - Wundervoll“            | 3:22 |
| 15. | „Piccola E Fragile“ feat. Bruno Zarrella | 4:06 |

## Neuauflage Ancora Musica

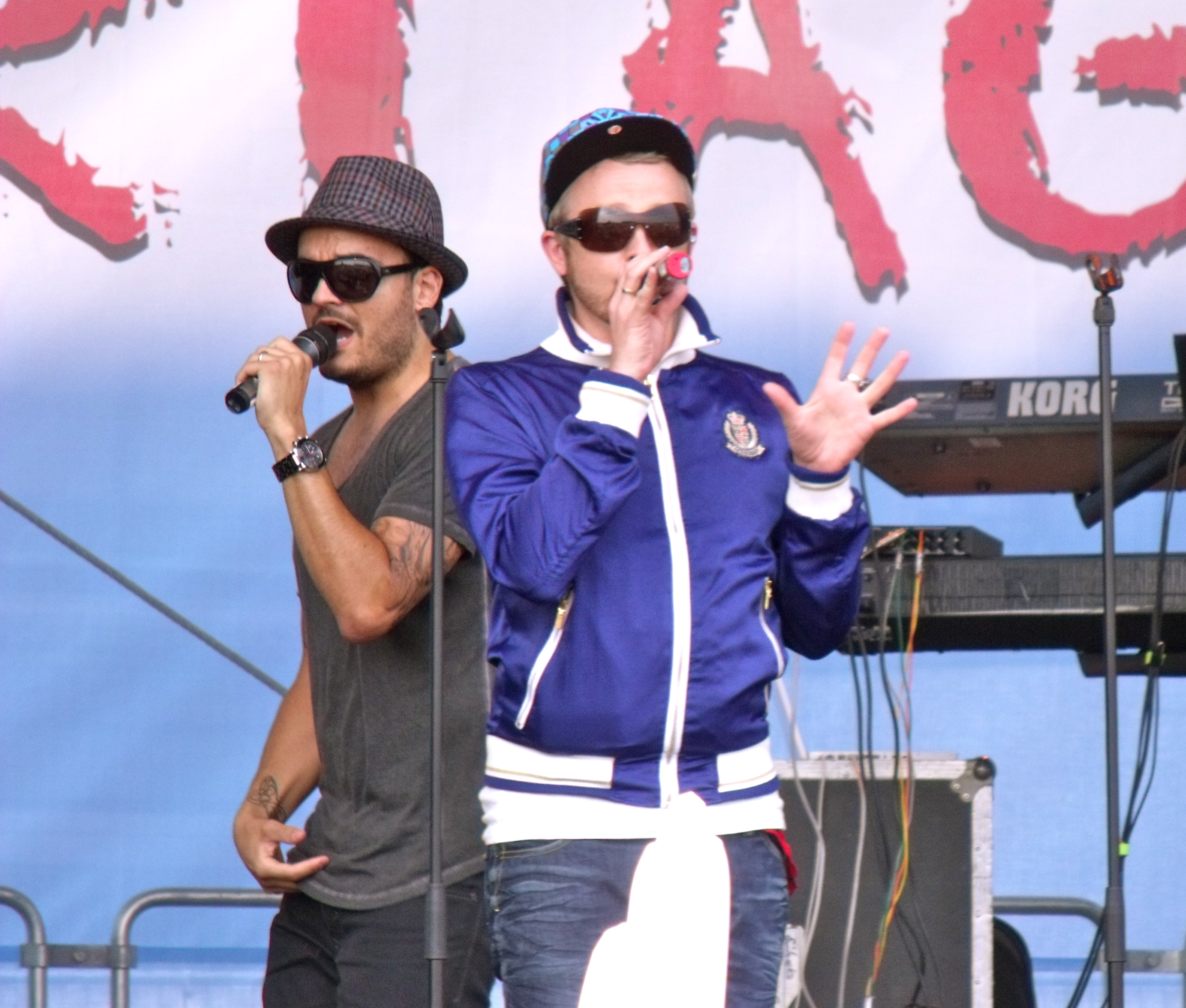
Giovanni Zarrella und Ross Antony veröffentlichten 2010 zusammen die Single I Can’t Dance Alone

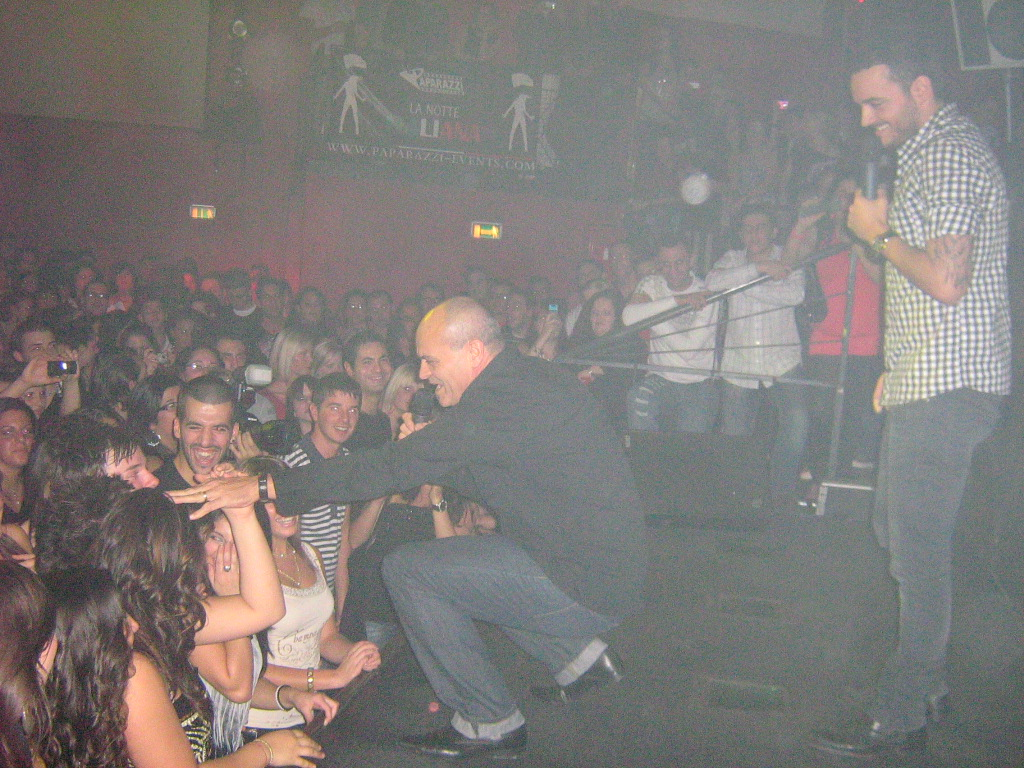
Giovanni mit seinem Vater Bruno Zarrella bei einem Auftritt im November 2009

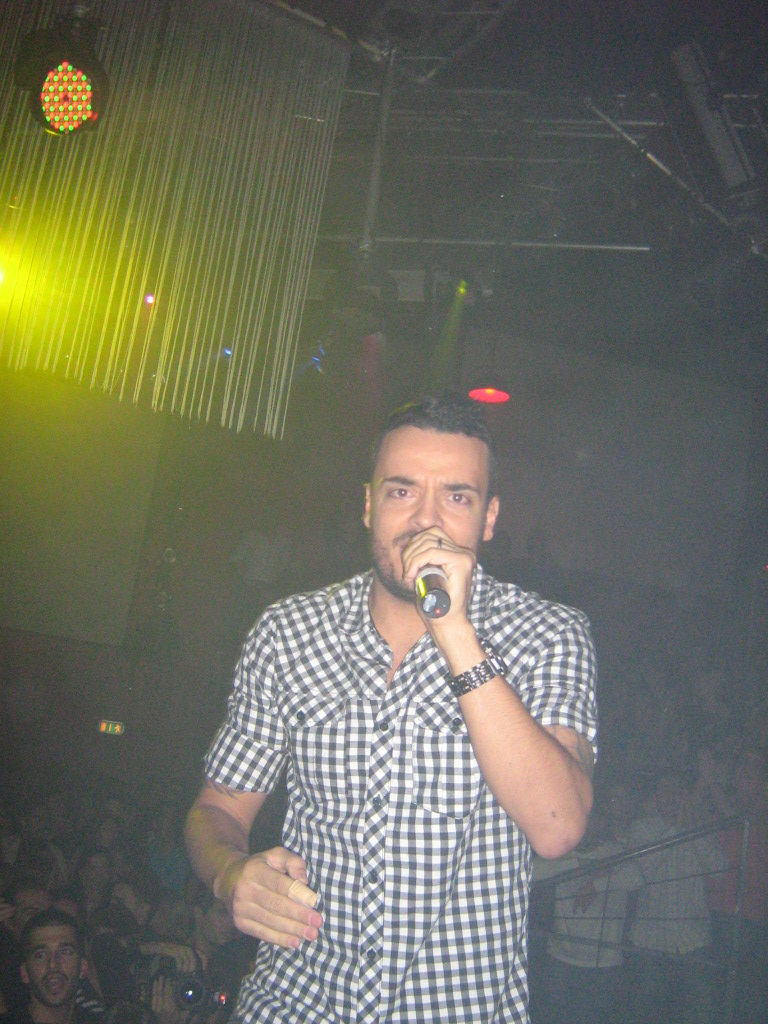
Giovanni bei einem Auftritt im November 2009

2010 gab es parallel zur neuen Doku Jana Ina & Giovanni – Pizza, Pasta & Amore auch neue Musik von Giovanni. Am 22. Januar 2010 wurde das Titellied zur Sendung I Can’t Dance Alone, ein Duett mit seinem ehemaligen Bandkollegen Ross Antony, als 2-Track Single mit dem Song Il Mondo veröffentlicht. Am 5. Februar 2010 erfolgte die Neuauflage seines zweiten Albums Ancora Musica, die um fünf neue Lieder ergänzt wurde. Zu den Liedern Piccola e Fragile und Ti Amero wurden Promovideos zur Unterstützung des Albums veröffentlicht.
| #   | Title                                    |      |
| --- | ---------------------------------------- | ---- |
| 1.  | „Wundervoll - Sei Bellissima“            | 3:22 |
| 2.  | „Ti Amero“                               | 3:33 |
| 3.  | „Piccola E Fragile“ feat. Bruno Zarrella | 4:07 |
| 4.  | „I Can’t Dance Alone“ feat. Ross Antony  | 3:45 |
| 5.  | „Ohne dich“                              | 3:49 |
| 6.  | „Niente piu bugie“                       | 4:26 |
| 7.  | „Achterbahn“                             | 3:30 |
| 8.  | „Das Schönste an dir bist du“            | 3:48 |
| 9.  | „Weiter zu mir“                          | 3:31 |
| 10. | „Meine Seele“                            | 3:47 |
| 11. | „Gross wie noch nie (New Version)“       | 3:19 |
| 12. | „Se tu lo vuoi“                          | 3:47 |
| 13. | „Der Welt entgegen“                      | 3:28 |
| 14. | „Nur du“                                 | 2:52 |
| 15. | „Il Mondo“                               | 3:29 |
| 16. | „Sogna“                                  | 3:49 |
| 17. | „Mein Herz schlägt schneller“            | 3:44 |